# Campionati del mondo under 20 di atletica leggera 2022
I campionati del mondo under 20 di atletica leggera 2022 (19ª edizione) si sono svolti a Cali, in Colombia, dal 1º al 6 agosto. Le competizioni hanno avuto luogo presso lo Stadio olimpico Pascual Guerrero.
Le gare in programma erano 45 (22 maschili, 22 femminili e una mista).
Durante la manifestazione sono state battute tre migliori prestazioni mondiali under 20: il botswano Letsile Tebogo ha fatto registrare il tempo di 9"91 nei 100 metri piani, mentre la squadra statunitense della staffetta 4×400 metri mista, composta da Charlie Bartholomew, Madison Whyte, Will Sumner e Kennedy Wade, ha ottenuto la prestazione di 3'17"69. Le giamaicane Serena Cole, Tina Clayton, Kerrica Hill e Tia Clayton hanno invece migliorato il record mondiale under 20 della staffetta 4×100 metri.

## Medagliati

### Uomini
| Specialità | Oro | Prestazione | Argento                                                                                           | Prestazione | Bronzo | Prestazione            |
| Corse piane | |             |                                                                                                   |             | |                        |
| 100 m vento: +0,8 m/s | Letsile Tebogo                                                                                                | 9"91        | Bouwahjgie Nkrumie                                                                                | 10"02       | Benjamin Richardson                                                                                         | 10"12                  |
| 200 m vento: -1,0 m/s | Blessing Afrifah                                                                                              | 19"96       | Letsile Tebogo                                                                                    | 19"96       | Calab Law                                                                                                   | 20"48                  |
| 400 m | Lythe Pillay                                                                                                  | 45"28       | Steven McElroy                                                                                    | 45"65       | Yusuf Ali Abbas                                                                                             | 45"80                  |
| 800 m | Ermias Girma                                                                                                  | 1'47"36     | Heithem Chenitef                                                                                  | 1'47"61     | Ethan Hussey                                                                                                | 1'47"65                |
| 1500 m | Reynold Cheruiyot                                                                                             | 3'35"83     | Ermias Girma                                                                                      | 3'37"24     | Daniel Kimaiyo                                                                                              | 3'37"43                |
| 3000 m | Melkeneh Azize                                                                                                | 7'44"06     | Felix Kiptarus Korir                                                                              | 7'47"86     | Edwin Kimosong Kisalsak                                                                                     | 7'49"82                |
| 5000 m | Addisu Yihune                                                                                                 | 14'03"05    | Merhawi Mebrahtu                                                                                  | 14'03"33    | Habtom Samuel                                                                                               | 14'03"67               |
| Marcia 10 000 m | Mazlum Demir                                                                                                  | 42'36"02    | Ismail Benhammouda                                                                                | 42'42"49    | Hayrettin Yıldız                                                                                            | 43'07"95               |
| Corse a ostacoli | |             |                                                                                                   |             | |                        |
| 110 m hs (99 cm) vento: +0,2 m/s | Antonie Andrews                                                                                               | 13"23 =     | Malik Mixon                                                                                       | 13"27       | Matthew Sophia                                                                                              | 13"34                  |
| 400 m hs | İsmail Nezir                                                                                                  | 48"84       | Matic Ian Guček                                                                                   | 48"91       | Roshawn Clarke                                                                                              | 49"62                  |
| 3000 m siepi | Samuel Duguna                                                                                                 | 8'37"92     | Samuel Firewu                                                                                     | 8'39"11     | Salaheddine Ben Yazide                                                                                      | 8'40"62                |
| Salti | |             |                                                                                                   |             | |                        |
| Salto in alto | Brandon Pottinger                                                                                             | 2,14 m      | Brian Raats                                                                                       | 2,10 m      | Medaglia non assegnata                                                                                      | Medaglia non assegnata |
| Salto in alto | Brandon Pottinger                                                                                             | 2,14 m      | Bozhidar Sarâboyukov                                                                              | 2,10 m      | Medaglia non assegnata                                                                                      | Medaglia non assegnata |
| Salto con l'asta | Anthony Ammirati                                                                                              | 5,75 m      | Juho Alasaari                                                                                     | 5,60 m =    | Michał Gawenda                                                                                              | 5,45                   |
| Salto in lungo | Erwan Konaté                                                                                                  | 8,08 m      | Alejandro Parada                                                                                  | 7,91 m      | Gabriel Luiz Boza                                                                                           | 7,90 =                 |
| Salto triplo | Jaydon Hibbert                                                                                                | 17,27 m     | Selva Thirumaran                                                                                  | 16,15 m     | Viktor Morozov                                                                                              | 16,13 m                |
| Lanci | |             |                                                                                                   |             | |                        |
| Getto del peso (6 kg) | Tarik O'Hagan                                                                                                 | 20,73 m     | Kobe Lawrence                                                                                     | 20,58 m     | Tizian Lauria                                                                                               | 20,55 m                |
| Lancio del disco (1,750 kg) | Marius Karges                                                                                                 | 65,55 m     | Mika Sosna                                                                                        | 63,88 m     | Mykhailo Brudin                                                                                             | 63,30 m                |
| Lancio del martello (6 kg) | Ioannis Korakidis                                                                                             | 79,11 m     | Max Lampinen                                                                                      | 76,33 m     | Iosif Kesidis                                                                                               | 76,32 m                |
| Lancio del giavellotto | Artur Felfner                                                                                                 | 79,36 m     | Max Dehning                                                                                       | 77,24 m     | Keyshawn Strachan                                                                                           | 72,95 m                |
| Prove multiple | |             |                                                                                                   |             | |                        |
| Decathlon (under 20) | Gabriel Emmanuel                                                                                              | 7860 p.     | Jacob Thelander                                                                                   | 7770 p.     | Elliot Duvert                                                                                               | 7622 p.                |
| Staffette | |             |                                                                                                   |             | |                        |
| Staffetta 4×100 m | Giappone Kowa Ikeshita Hiroto Fujiwara Shunki Tateno Hiroki Yanagita                                          | 39"35       | Giamaica Bouwahjgie Nkrumie Bryan Levell Mark-Anthony Daley Adrian Kerr David Lynch*              | 39"35       | Stati Uniti Laurenz Colbert Michael Gizzi Brandon Miller Johnny Brackins David Foster* Charlie Bartholomew* | 39"57                  |
| Staffetta 4×400 m | Stati Uniti Steven McElroy Ashton Schwartzman Charlie Bartholomew Will Sumner Kody Blackwood* Grant Williams* | 3'04"47     | Giamaica Shemar Palmer Shaemar Uter Jasauna Dennis Delano Kennedy Malachi Johnson* Derrick Grant* | 3'05"72     | Canada Christopher Morales Williams Ben Tilson Daniel Kidd Tyler Floyd Riley Flemington*                    | 3'06"50                |
| record mondiale; record mondiale stagionale; miglior prestazione mondiale under 20; miglior prestazione mondiale stagionale under 20; record africano; record asiatico; record europeo; record nord-centroamericano e caraibico; record sudamericano; record oceaniano; record dei campionati; record nazionale; record nazionale under 20; record personale; record personale stagionale. | |             |                                                                                                   |             | |                        |

### Donne
| Specialità | Oro | Prestazione | Argento                                                                                                  | Prestazione | Bronzo                                                                                        | Prestazione |
| Corse piane | |             | |             |                                                                                               |             |
| 100 m vento: -0,1 m/s | Tina Clayton | 10"95       | Serena Cole                                                                                              | 11"14       | Shawnti Jackson                                                                               | 11"15       |
| 100 m vento: -0,1 m/s | Tina Clayton | 10"95       | Serena Cole                                                                                              | 11"14       | N'Ketia Seedo                                                                                 | 11"15       |
| 200 m vento: 0,0 m/s | Brianna Lyston                                                                                                  | 22"65       | Jayla Jamison                                                                                            | 22"77       | Alana Reid                                                                                    | 22"95       |
| 400 m | Yemi Mary John                                                                                                  | 51"50       | Damaris Mutunga                                                                                          | 51"71       | Rupal Chaudhary                                                                               | 51"85       |
| 800 m | Rolsin Wills | 1'59"13     | Audrey Werro                                                                                             | 1'59"53     | Juliette Whittaker                                                                            | 2'00"18     |
| 1500 m | Birke Haylom | 4'04"27     | Brenda Chebet                                                                                            | 4'04"64     | Purity Chepkirui                                                                              | 4'07"64     |
| 3000 m | Betty Chelangat                                                                                                 | 9'01"03     | Tsiyon Abebe                                                                                             | 9'03"85     | Nancy Cherop                                                                                  | 9'05"98     |
| 5000 m | Medina Eisa | 15'29"71    | Melknat Wudu                                                                                             | 15'30"06    | Prisca Chesang                                                                                | 15'31"17    |
| Marcia 10 000 m | Karla Ximena Serrano                                                                                            | 46'24"35    | Ai Ooyama                                                                                                | 46'24"44    | Ayane Yanai                                                                                   | 46'43"07    |
| Corse a ostacoli | |             | |             |                                                                                               |             |
| 100 m hs vento: | Kerrica Hill | 12"77       | Alexis James                                                                                             | 12"87       | Anna Tóth                                                                                     | 13"00       |
| 400 m hs | Akala Garrett                                                                                                   | 56"16       | Hanna Karlsson                                                                                           | 56"71       | Michaela Rose                                                                                 | 56"86       |
| 3000 m siepi | Faith Cherotich                                                                                                 | 9'16"14     | Sembo Almayew                                                                                            | 9'30"41     | Meseret Yeshaneh                                                                              | 9'42"02     |
| Salti | |             | |             |                                                                                               |             |
| Salto in alto | Karmen Bruus | 1,95 m      | Britt Weerman                                                                                            | 1,93 m      | Angelina Topić                                                                                | 1,93 m      |
| Salto con l'asta | Hana Moll | 4,35 m      | Chiara Sistermann                                                                                        | 4,30 m =    | Janne Sophie Ohrt                                                                             | 4,30 m      |
| Salto in lungo | Plamena Mitkova                                                                                                 | 6,66 m      | Natalia Liñares                                                                                          | 6,59 m      | Marta Amani                                                                                   | 6,52 m      |
| Salto triplo | Sharifa Davronova                                                                                               | 14,04 m     | Sohane Aucagos                                                                                           | 13,38 m     | Tiana Boras                                                                                   | 13,30 m     |
| Lanci | |             | |             |                                                                                               |             |
| Getto del peso | Miné de Klerk                                                                                                   | 17,17 m     | Pınar Akyol                                                                                              | 16,84 m     | Zuzanna Maślana                                                                               | 16,06 m     |
| Lancio del disco | Emma Sralla | 56,15 m     | Despoina Filippidou                                                                                      | 54,48 m     | Miné de Klerk                                                                                 | 53,54 m     |
| Lancio del giavellotto | Adriana Vilagoš                                                                                                 | 63,52 m     | Valentina Barrios                                                                                        | 57,84 m     | Manuela Rotundo                                                                               | 55,11 m     |
| Lancio del martello | Rachele Mori | 67,21 m     | Paola Bueno Calvillo                                                                                     | 62,74 m     | Raika Murakami                                                                                | 61,45 m     |
| Prove multiple | |             | |             |                                                                                               |             |
| Eptathlon | Saga Vanninen                                                                                                   | 6084 p.     | Serina Riedel                                                                                            | 5874 p.     | Sandrina Sprengel                                                                             | 5845 p.     |
| Staffette | |             | |             |                                                                                               |             |
| Staffetta 4×100 m | Giamaica Serena Cole Tina Clayton Kerrica Hill Tia Clayton Alexis James*                                        | 42"59       | Stati Uniti Jayla Jamison Autumn Wilson Iyana Gray Shawnti Jackson Lily Jones* Alyssa Colbert*           | 43"28       | Colombia Maria Alejandra Murillo Marlet Ospino Melany Bolaño Cassiani Laura Martínez Ibarguen | 44"59       |
| Staffetta 4×400 m | Stati Uniti Mekenze Kelley Shawnti Jackson Akala Garrett Roisin Willis Madison Whyte* Zaya Akins* Kennedy Wade* | 3'28"06     | Giamaica Dejanea Oakley Abigail Campbell Oneika McAnnuff Alliah Baker Oneika Brissett* Rickianna Russel* | 3'31"59     | Gran Bretagna Yemi Mary John Jessica Astill Ophelia Pye Etty Sisson Poppy Malik*              | 3'31"86     |
| record mondiale; record mondiale stagionale; miglior prestazione mondiale under 20; miglior prestazione mondiale stagionale under 20; record africano; record asiatico; record europeo; record nord-centroamericano e caraibico; record sudamericano; record oceaniano; record dei campionati; record nazionale; record nazionale under 20; record personale; record personale stagionale. | |             | |             |                                                                                               |             |

### Misti
| Specialità | Oro                                                                                  | Prestazione | Argento                                                                          | Prestazione | Bronzo                                                                | Prestazione |
| Staffetta 4×400 m | Stati Uniti Charlie Bartholomew Madison Whyte Will Sumner Kennedy Wade Kaylyn Brown* | 3'17"69     | India Barath Sridhar Priya Habbathanahalli Mohan Kapil Chaudhary Rupal Chaudhary | 3'17"76     | Giamaica Jasauna Dennis Abigail Campbell Malachi Johnson Alliah Baker | 3'19"98     |
| record mondiale; record mondiale stagionale; miglior prestazione mondiale under 20; miglior prestazione mondiale stagionale under 20; record africano; record asiatico; record europeo; record nord-centroamericano e caraibico; record sudamericano; record oceaniano; record dei campionati; record nazionale; record nazionale under 20; record personale; record personale stagionale. |                                                                                      |             |                                                                                  |             |                                                                       |             |

## Medagliere
| Posiz. | Nazione       | Oro | Argento | Bronzo | Totale |
| ------ | ------------- | --- | ------- | ------ | ------ |
| 1      | Stati Uniti   | 7   | 4       | 4      | 15     |
| 2      | Giamaica      | 6   | 7       | 3      | 16     |
| 3      | Etiopia       | 6   | 5       | 1      | 12     |
| 4      | Kenya         | 3   | 3       | 4      | 10     |
| 5      | Sudafrica     | 2   | 1       | 2      | 5      |
| 6      | Turchia       | 2   | 1       | 1      | 4      |
| 7      | Francia       | 2   | 1       | 0      | 3      |
| 8      | Germania      | 1   | 4       | 3      | 8      |
| 9      | Svezia        | 1   | 2       | 1      | 4      |
| 10     | Finlandia     | 1   | 2       | 0      | 3      |
| 11     | Giappone      | 1   | 1       | 2      | 4      |
| 11     | Paesi Bassi   | 1   | 1       | 2      | 4      |
| 13     | Botswana      | 1   | 1       | 0      | 2      |
| 13     | Bulgaria      | 1   | 1       | 0      | 2      |
| 13     | Grecia        | 1   | 1       | 0      | 2      |
| 13     | Messico       | 1   | 1       | 0      | 2      |
| 17     | Gran Bretagna | 1   | 0       | 2      | 3      |
| 18     | Bahamas       | 1   | 0       | 1      | 2      |
| 18     | Estonia       | 1   | 0       | 1      | 2      |
| 18     | Italia        | 1   | 0       | 1      | 2      |
| 18     | Serbia        | 1   | 0       | 1      | 2      |
| 18     | Ucraina       | 1   | 0       | 1      | 2      |
| 23     | Israele       | 1   | 0       | 0      | 1      |
| 23     | Uzbekistan    | 1   | 0       | 0      | 1      |
| 25     | Colombia      | 0   | 2       | 1      | 3      |
| 25     | India         | 0   | 2       | 1      | 3      |
| 27     | Algeria       | 0   | 2       | 0      | 2      |
| 28     | Eritrea       | 0   | 1       | 1      | 2      |
| 29     | Cuba          | 0   | 1       | 0      | 1      |
| 29     | Slovenia      | 0   | 1       | 0      | 1      |
| 29     | Svizzera      | 0   | 1       | 0      | 1      |
| 32     | Australia     | 0   | 0       | 2      | 2      |
| 32     | Polonia       | 0   | 0       | 2      | 2      |
| 34     | Bahrein       | 0   | 0       | 1      | 1      |
| 34     | Brasile       | 0   | 0       | 1      | 1      |
| 34     | Canada        | 0   | 0       | 1      | 1      |
| 34     | Cipro         | 0   | 0       | 1      | 1      |
| 34     | Marocco       | 0   | 0       | 1      | 1      |
| 34     | Uganda        | 0   | 0       | 1      | 1      |
| 34     | Ungheria      | 0   | 0       | 1      | 1      |
| 34     | Uruguay       | 0   | 0       | 1      | 1      |
| Totale | Totale        | 45  | 46      | 45     | 136    |